# Francisco Vidiella
Francisco Vidiella (1820-25 de febrero de 1884), fue un horticultor español, llegado al Uruguay en 1835, donde inició la industria vitivinícola, en gran escala, en la zona sur de Uruguay.

## Biografía
Luego de un viaje a su tierra natal, entre los años 1873-74, y observar los viñedos, su trabajo y sus oportunidades regresó al Uruguay a comenzar su negocio en el ramo de la vitivinicultura, trayendo los aspectos más avanzados de esta industria.
En 1874 fundó una granja en el pueblo de Colón, convertido en el siglo XX en un barrio más de Montevideo, y desde entonces hasta 1883 sostuvo una verdadera lucha para conseguir cepas que, por su resistencia y producción, mejor se adaptaran al clima uruguayo.
Fue fundador de la Asociación Rural del Uruguay y creó la primera biblioteca especializada en aspectos vitivinícolas.

## Homenajes
Su estatua, inaugurada en la plaza Colón, en 1891 -obra de Juan Luis y Nicanor Blanes, hijos de Juan Manuel Blanes-,  consagra los méritos de este progresista ciudadano. Una calle en Montevideo lo recuerda y lo homenajea.